# Podzamek

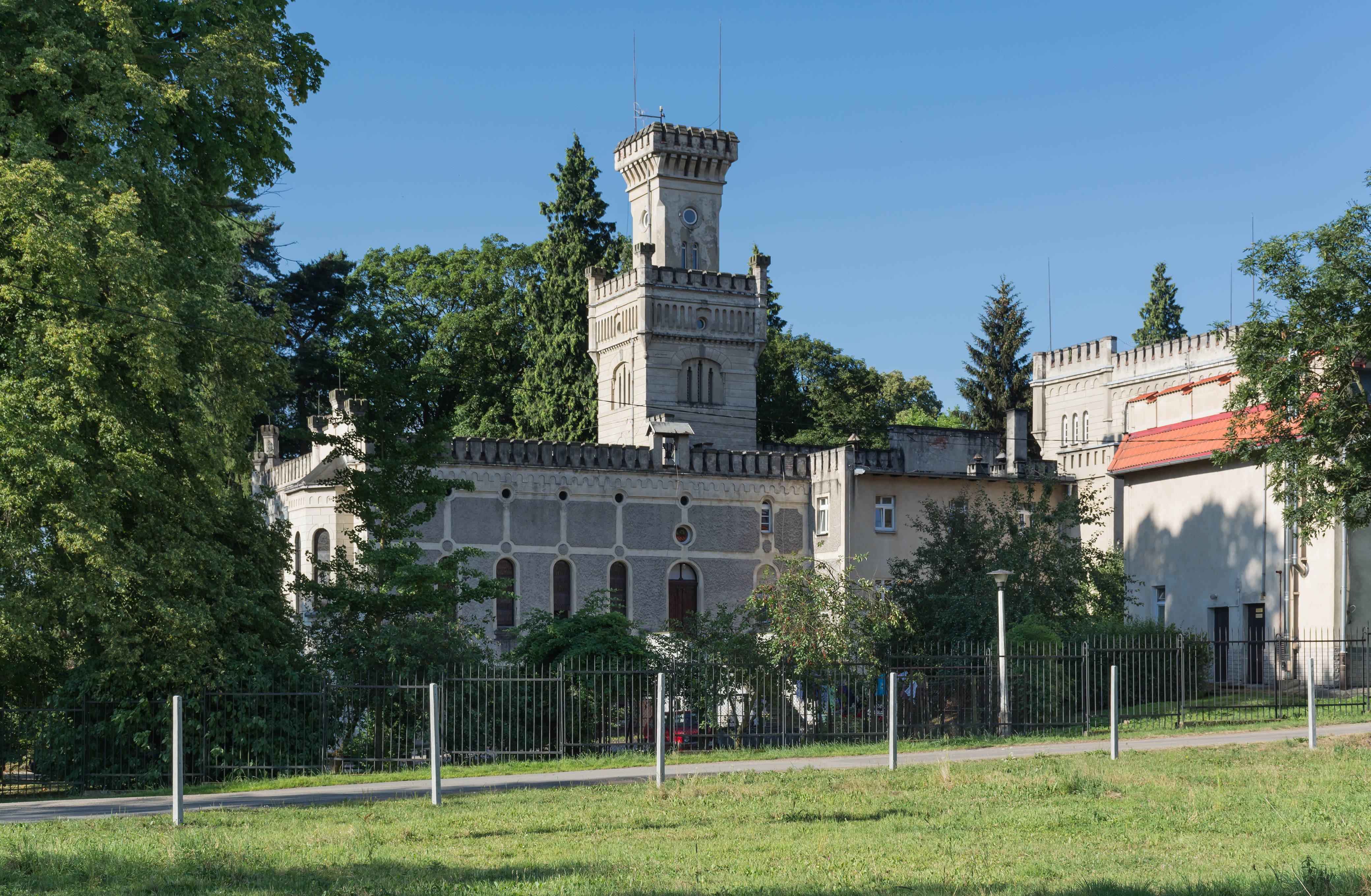
Schloss Podzamek (Neudeck)

Podzamek (deutsch: Neudeck) ist ein Ort in der Landgemeinde Kłodzko im Powiat Kłodzki der Wojewodschaft Niederschlesien in Polen. Es liegt sechs Kilometer östlich von Kłodzko (Glatz).

## Geographie
Podzamek liegt an der Straße von Kłodzko nach Złoty Stok (Reichenstein) am südlichen Fuß des Warthagebirges (polnisch Góry Bardzkie) kurz vor dem 483 m hohen Glatzer Pass (Przelącz Kłodzka), der das Glatzer Land von Schlesien trennt. Östlich liegt das Reichensteiner Gebirge (Góry Złote). Nachbarorte sind die Wüstung Gajek (Hain) im Südosten, Jaszkowa Górna (Oberhannsdorf) im Süden, Jaszkowa Dolna (Niederhannsdorf) im Südwesten und Jaszkówka (Neuhannsdorf) im Westen.

## Geschichte
Der Ort wurde erstmals 1351 als „Neydeck“ erwähnt. Diese Bezeichnung bezog sich zunächst nur auf den Dominialanteil mit dem zugehörigen Vorwerk. Das eigentliche Dorf führte den Namen „Wiedereck“. Erst im 18. Jahrhundert wurden beide Teile unter der Bezeichnung Neudeck zusammengefasst. Es gehörte von Anfang an zum böhmischen Glatzer Land, mit dem es die Geschichte seiner politischen und kirchlichen Zugehörigkeit teilte. Während das Vorwerk Neydeck nach Glatz eingepfarrt war, gehörte das Dorf Wiedereck zur Pfarrkirche St. Nikolaus in Oberhannsdorf. 
Der Dominialanteil (auch als „Hof“ oder „Sitz“ bezeichnet) war ein erblicher Rittersitz, dem auch die Ober- und Niedergerichte sowie das Jagdrecht über das ganze Dorf zustanden. Für 1360 sind als Besitzer Hans und Bernhard von Brunichen nachgewiesen, für 1373 Otto von Glaubitz (Gloubocz, Glubus). Dieser verkaufte das Gut 1384 dem Hans von der Bele, der dem Adelsgeschlecht von Reichenbach entstammte. Er verkaufte das Vorwerk Neudeck und das Dorf Wiedereck 1388 dem Augustiner-Chorherrenstift Glatz. Der böhmische König Wenzel IV. bestätigte den Kauf am 2. Juli 1388 und befreite Neudeck und Wiedereck von bestimmten ihm zustehenden Diensten. 1414 verkaufte der Propst Lukas das Vorwerk dem Niklas Czigeler und dessen Brüdern Mathes, Hans und Thomas, die es 1415 ihrem Stiefvater Martin Melzing und dessen Bruder Hans überließen. Nach 1431 brachte die Propstei das Vorwerk wieder an sich, verkaufte es jedoch im Jahre 1524 dem Sebastian Lorenz von Schlabrendorf, von dem es 1542 der Glatzer Pfandherr Johann von Pernstein erwarb, der es 1546 seinem Kanzler Heinrich von Redern überließ. Dieser tauschte 1552 mit dem Augustinerstift neun Bauern und einen Gärtner in Rengersdorf gegen das Dorf Wiedereck, so dass nunmehr das Vorwerk und das Dorf in seinem Besitz waren. 1556 erwarb er von Kaspar Betsch von Falkenau einen Anteil von Oberhannsdorf und den zwischen Wiedereck, Heinrichswalde, Follmersdorf und Oberhannsdorf gelegenen Grund. 1557 bestätigte der damalige Glatzer Pfandherr Ernst von Bayern den Kauf. Auf dem erworbenen Grund legte Heinrich von Redern nachfolgend ein Vorwerk an, das zunächst als „Lindenburg“, später als „Das Kalte Vorwerk“ bezeichnet wurde.
1559 verkaufte Heinrich von Redern das Gut Neudeck, das Vorwerk Lindenburg, das ganze Dorf Wiedereck sowie seinen Anteil von Oberhannsdorf dem Glatzer Landeshauptmann Albrecht Schellendorf von Hornisberg. Mit dem Erwerb beabsichtigte dieser die Aufnahme in den Grafschafter Adel. Da er jedoch den geforderten Preis nicht zahlen konnte, fiel alles an Heinrich von Redern zurück. 1572 erwarb alle Teile der kaiserliche Hofkriegsrat und Glatzer Landeshauptmann Hans von Pannwitz und Mechwitz auf Pogarell. Nach dessen Tod erbte die Besitzungen seine Frau Chrisolda von Pogarell, von der sie 1595 auf ihren Sohn Hans Heinrich von Pannwitz übergingen. Er überließ sie 1599 seinem Schwager Georg Rohn von Stein, von dem sie 1602 die Stadt Glatz erwarb. Sie verkaufte ein Jahr später diesen Besitz dem Breslauer Doktor Pankratius Freund, der ihn 1623 dem Melchior Tauber von Taubenfurt verkaufte. Dessen Erben veräußerten 1638 die Besitzungen dem kaiserlichen Obristwachtmeister Daniel Krahl von Trzeban. Vier Jahre später wurde dessen Schloss Neudeck im Dreißigjährigen Krieg niedergebrannt.
Nach seinem Tod um 1660 erbte sein Sohn Johann Gottfried Krahl die Besitzungen und verkaufte sie 1663 dem Johann Gottfried Ferdinand auf Edelstein, Erbherr auf Oberhannsdorf. Er vereinte das Gut mit seiner Herrschaft Oberhannsdorf. Die nach der Schlacht am Weißen Berge verloren gegangenen Obergerichte über Neudeck kaufte die Besitzerin Maria Benigna Franziska von Sachsen-Lauenburg, Witwe des kaiserlichen Feldherrn Ottavio Piccolomini auf Náchod 1684 von der kaiserlichen Alienationskommission zurück. Zusammen mit Oberhannsdorf ersteigerte das verschuldete Gut 1696 der Reichsgraf Johann Ernst von Götzen, von dem es 1707 auf seinen Sohn Franz Anton von Götzen überging. Nachdem dessen Sohn Johann Joseph von Götzen 1771 ohne Nachkommen starb, fielen die Besitzungen zunächst an seine drei Schwestern und 1780 an den Neffen Anton Alexander von Magnis auf Eckersdorf.
Nach dem Ersten Schlesischen Krieg 1742 und endgültig mit dem Hubertusburger Frieden 1763 fiel Neudeck zusammen mit der Grafschaft Glatz an Preußen. Für das Jahr 1798 sind nachgewiesen: ein herrschaftliches Schloss mit einem Vorwerk, eine Erbschölzerei mit einem Kretscham, sieben Bauern, 14 Gärtner und fünf Freihäusler, ein Schreiner, ein Schmied sowie eine Mehl- und Brettmühle. Zusammen mit dem Kalten Vorwerk und einem Teil von Hain bildete es eine Landgemeinde.
Nach der Neugliederung Preußens gehörte Neudeck ab 1815 zur Provinz Schlesien und wurde 1816 in den Landkreis Glatz eingegliedert, mit dem es bis 1945 verbunden blieb. 1939 wurden 347 Einwohner gezählt. Als Folge des Zweiten Weltkriegs fiel es 1945 wie fast ganz Schlesien an Polen und wurde in Podzamek umbenannt. Die deutsche Bevölkerung wurde, soweit sie nicht schon vorher geflohen war, vertrieben. Die neu angesiedelten Bewohner waren teilweise Zwangsumgesiedelte aus Ostpolen, das an die Sowjetunion gefallen war. Nachfolgend ging die Zahl der Einwohner deutlich zurück. 1975–1998 gehörte Podzamek zur Woiwodschaft Wałbrzych (Waldenburg).

### Erbschölzerei
Die Besitzer der Erbschölzerei verwalteten das Amt eines Scholzen. Sie waren robotfrei und besaßen das Privileg des Schlachtens, Backens, Brantweinbrennens und des Bierschanks. 

### Das Kalte Vorwerk
Das Kalte Vorwerk wurde 1558 von Heinrich von Redern errichtet und zunächst als „Lindenburg“ oder „Das Neue Vorwerk“ bezeichnet. Es gehörte stets zum Vorwerk Neudeck, so dass es mit diesem zusammen die gleichen Besitzer hatte.

### Das Dorf Hain
Dieses Dorf, das nicht mehr existiert, ist auf gerodetem Forstgrund errichtet worden. Es lag unweit des Kalten Vorwerks und bestand 1798 aus einem herrschaftlichen Vorwerk und zwölf Häuslern. Es gehörte zum Kalten Vorwerk und mit diesem zusammen den Besitzern von Neudeck. 1945 wurde es in Gajek umbenannt.

## Sehenswürdigkeiten
- Das um 1550 errichtete Schloss wurde 1896 durch Graf Georg von Strachwitz im Stil der Neugotik umgebaut. Im Schloss befindet sich eine Kapelle. Am Renaissance-Portal ist das Wappen der Glatzer Augustiner-Chorherren zu sehen. Das Schloss dient heute als Erholungszentrum.
- Am Rande des ehemaligen Schlossparks befindet sich ein Mausoleum der Familie von Magnis.